# Malik Tchokounté
Malik Tchokounté (Nizza, 11 settembre 1988) è un calciatore francese di origini camerunesi, attaccante del Laval.

## Caratteristiche tecniche
È un centravanti.

## Carriera
È cresciuto nel settore giovanile del Nizza.